# قطار سریع‌السیر (فیلم ۱۹۷۵)
قطار سریع‌السیر (به انگلیسی: The Bullet Train) با عنوان اصلی؛ انفجار شینکانسن (به ژاپنی: 新幹線大爆破) همچنین در برخی کشورها با نام سوپر اکسپرس ۱۰۹ نیز شناخته می‌شود، یک فیلم سینمایی ژاپنی محصول سال ۱۹۷۵ در ژانر فیلم فاجعه و دلهره‌آور به کارگردانی جونیا ساتو است.

## داستان
تتسو اوکیتا تاجر سابق است که شرکت تولیدی خود را به دلیل ورشکستگی از دست داد و یک سال قبل از همسر و پسرش جدا شد. او که مایل به تأمین هزینه‌های زندگی و شروع کار است، با یک ماسارو کوگا فعال و کارمند سابقش هیروشی اشیرو در یک طرح دقیق برای اخاذی از دولت همکاری می‌کند.

## رمان‌نویسی
یک داستان جدید از فیلم توسط جوزف رنس و آری کاتو نوشته شد و در سال ۱۹۸۰ منتشر شد.